# Любомир Лулчев
Любомир Христов Лулчев е български офицер и политик, личен съветник на цар Борис III, езотерик.

## Биография
Роден е на 18 октомври (1 ноември) 1886 г. в Кнежа. Внук е на Андрей Лулчев, български възрожденец от Копривщица, съратник на Васил Левски, един от ръководителите на революционния комитет в Оряхово. Брат е на Андро Лулчев и племенник на Коста Лулчев.
Завършва мъжката гимназия в Русе. След това учи 2 години медицина в Букурещ. По-късно завършва Военното училище в София. От 1908 г. е подпоручик в българската армия. Служи в 36-и пехотен козлодуйски полк и 16-и пехотен ловчански полк, като ротен командир в инженерната работилница и към Железопътната бригада. След спечелен конкурс на военното министерство заминава за Великобритания, където завършва авиация. Участва в Балканските и Първата световна войни, като през 1915 г. е тежко ранен и изпада в кома. След войната е подполковник и началник на техническа служба в инженерна работилница. През 1919 г. е уволнен от служба. Става привърженик на учението на Петър Дънов. Издава няколко книги, сред които са Ясновидството и ясновидските предсказания на Лулчев, Обществен морал и Дънов и други. Издава вестниците и списания Алфа, Ратник на свободата и Живот. По-късно става съветник на цар Борис III. В художествената литература и в политическата публицистика от това време го наричат „Българския Разпутин“.
Женен е за Ангелина (Гела) Радойкова, дъщеря на генерал Станчо Радойков, загинал при атентата в църквата „Света Неделя“. Жената на Лулчев е убита на 17 срещу 18 май 1930 г. от ученичката ѝ по пиано Малина Тимева и майка ѝ, за да прикрият кражбата на бижутата ѝ. Двете получават смъртна присъда, заменена с доживотна. В затвора Малина Тимева става близка с Цола Драгойчева.
След Деветосептемврийския преврат Любомир Лулчев е арестуван на 6 октомври 1944 г. и съден от Първи състав т.нар. Народен съд като съветник на цар Борис III. На 20 януари 1945 г. на специално заседание на Политбюро на ЦК на БРП(к) се обсъждат бъдещите присъди на Първи и Втори състав, като са повикани и народните обвинители. Според главния народен обвинител, Георги Петров, Любомир Лулчев не трябва да бъде осъден, като изтъква няколко аргумента: първо, в книгите си през 1940 г. се е обявил против изстъпленията, второ, той представлявал „куриоз“ за двореца – не получавал заплата, при царя отивал само когато е повикан, трето, застъпвал се е пред царя за осъдени на смърт комунисти и земеделци, за което не е взимал никакви пари, четвърто, не е направил кариера в дворцовите служби, пето, комунистът Крум Кюлявков в писмо се е изказал положително за него Освен това Лулчев е „говорил за мир“, бил е славянофил, а не германофил. Същевременно препоръчал да бъдат назначени ген. Никола Недев (министър на вътрешните работи, дъновист) и Атанас Пантев за директор на полицията. Народният обвинител Никола Гаврилов също подкрепя главния обвинител. Трайчо Костов се обявява против. Междувременно след завземането на властта от комунистите убийцата на Ангелина Лулчева Малина Тимева е освободена от затвора и действа като отечественофронтовка, а Цола Драгойчева изрично набелязва Любомир Лулчев в списъка за хора със смъртни присъди.
Осъден е на смърт и екзекутиран на 1 февруари 1945 г.

## Книги

### Мистични съчинения
- Възкресение (1928)
- Кръстопът (1932)
- Думите на видния странник Буди-Са (1934)
- Хигиена: Здрав и млад (1937)
- Зазоряване: Когато ний, живите станем (1938)

### В светлината на учителя
1. При Адепта (1938)
2. Вечният извор (1939)
3. В светлината на Учителя (1940)
4. Съвременния обществен морал и Дънов (1922)
5. Новият ден – разработка от Лулчев по беседа на Учителя (1940 г.)

### Приказки и разкази
- На планината: Царят иска да знае (1935)
- През вековете (1936)
- Край огнището: За царския син и мъдреца (1934)]
- При спорната гора
- Три приказки за стари и млади (1942)
- Приказка за брадичката
- Стара приказка
- Приказка за Учителя и ученика

### С Христа (трилогия)
1. Генко Орлето
2. Бунт
3. Благословение

### Романи
- Благословение (1940 г.)
- Нови хора (1937 г.)

## Военни звания
- Подпоручик (17 февруари 1908)
- Поручик (19 февруари 1911)
- Капитан (18 май 1914)
- Майор
- Подполковник

Псевдоними на Любомир Лулчев
- Майн Ру
- Любомили